# Taurotagus elongatus
Taurotagus elongatus là một loài bọ cánh cứng trong họ Cerambycidae.